# Ryeh
Pour plus de détails, voir Fiche technique et Distribution.
Ryeh est un film d'animation tunisien réalisé par Lotfi Mahfoudh en 2008.

## Synopsis
Un ingénieur, Seïf, sur un gros chantier, se souvient des évènements qui ont marqué son enfance. Il évoque sa découverte des mouvements et de la puissance des vents, ses premiers émois amoureux, ses études, ses premières déceptions, ses joies et ses deuils, tout en dirigeant l'installation de l'immense champ d'éoliennes qui éclairera son village natal et toute la région environnante.

## Fiche technique
- Réalisation : Lotfi Mahfoudh[1]
- Production : Mille et une images et Nouveau Film[1]
- Scénario : Lotfi Mahfoudh[1]
- Musique : Ali Jaziri[1]
- Montage : Arbi Ben Ali[1]
- Interprètes (voix off)[1] :
  - Jawhar Basti
  - Chekra Rammeh
  - Fatma Ben Saïdane

## Sélections
- Compétition aux Journées cinématographiques de Carthage 2008 dans la catégorie « Cinémas du monde »[2]